# Valven

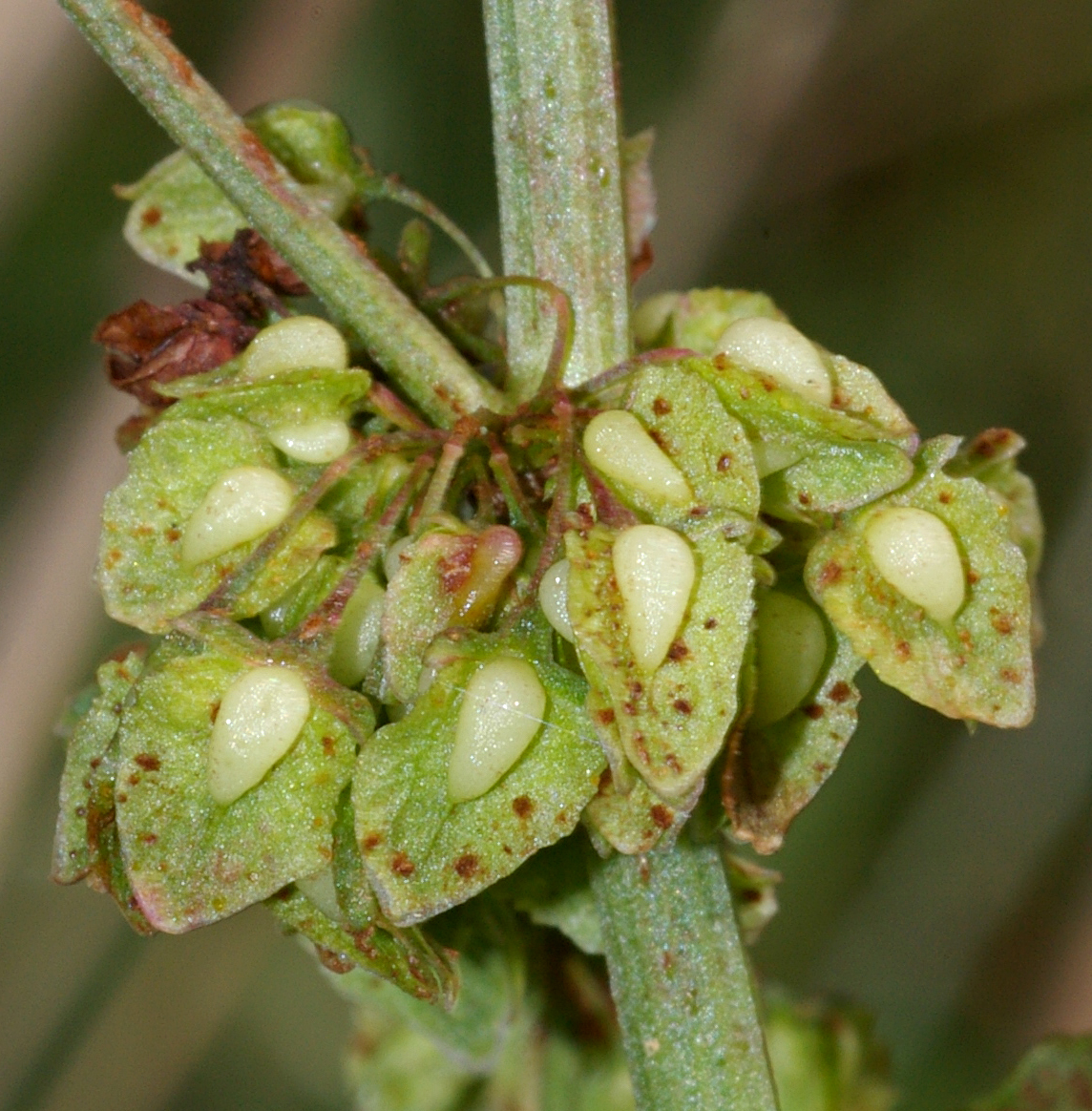
Deutlich beschwielte Valven beim Krausen Ampfer (Rumex crispus)

Als Valven bezeichnet man bei der Pflanzengattung Ampfer (Rumex) die drei inneren Perigonblätter, die an der Frucht erhalten bleiben und diese einhüllen. Die knotig-harten, knorpelähnlichen Verdickungen werden als Schwiele bezeichnet.
Valven sind zudem bei Streufrüchten die Klappen, die sich während der Reife bei den Früchten öffnen. Auch bei Staubbeuteln, die sich durch Klappen öffnen, spricht man von Valven. Auch die sich öffnenden Lippen bzw. Klappen der holzigen Fruchtkapseln von Allocasuarina und Anemopsis werden als Valven bezeichnet.